# Lenakel jezik
Lenakel jezik (ISO 639-3: tnl), austronezijski jezik na zapadu otoka Tanna u Vanuatuu. Govori ga oko 11 500 (Lynch and Crowley 2001) Lenakel Melanežana, s glavnim središtem u gradiću Lenakel.
Postoji više dijalekata, to su loanatit, nerauya, itonga i ikyoo. Lenakel s ostala četiri jezika koji se govore na otoku čini južnovanuatsku jezičnu podskupinu tanna.

## Vanjske poveznice
- Ethnologue (14th)
- Ethnologue (15th)
- The Lenakel Language